# Автоколіматор

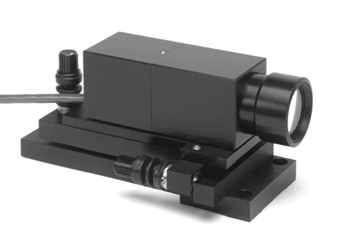
Автоколіматор T100

Автоколіма́тор — контрольно-юстувальний і вимірювальний прилад. Це коліматор (прилад для одержання паралельних променів) із приєднаним до нього автоколімаційним окуляром для освітлення сітки і спостереження її відбитого зображення від дзеркала, встановленого на об'єкті.
Автоколіматор застосовується для контролю плоскопаралельності і клиновидності захисних скелець, сіток і світлофільтрів, для вимірювання кутів призм і клинів, контролю центрування лінз і для дослідження похибок компенсаторів у геодезичних і маркшейдерських приладах.